# Berendes
Berendes eller Berndes är en uradlig ätt, som antas ha kommit från Franken till Estland.
Släkten inflyttade 1554 till Sverige med Johan Berendes d.ä.. Han var son till Jacob Berendes och Anna von der Lühe. Johan Berendes naturaliserades som svensk adel 1574, dock utan att introduceras. Han blev slutligen lantråd i Estland. Johan Bederndes var gift två gånger. Första hustrun var Christina Bäär och den andra hade ett vapen med tre löv. Han skrev sig till Strömsberg i Uppland och Esimäki i Estland. Den ende kände sonen, Joakim Berendes, ärvde faderns båda gods och skaffade sig också Fohr och Reggefehr. Första hustrun Anna von Rosen till Fohr var dotter till ett lantråd, och andra hustrun var friherrinnan von Ungern-Sternberg. I första äktenskapet föddes Johan Berendes d.y., och i andra generalmajoren Fabian Berendes samt två barn som avled unga. De båda halvbröderna introducerades år 1625 på nummer 55. Johan Berendes d.y. avled utan manliga bröstarvingar. Han hade med sin andra hustru friherrinnan Kurck två döttrar.
Fabian Berendes förlänades tillsammans med sina brorsdöttrar 1654 friherrlig värdighet och introducerades på nummer 46, men avled utan manliga bröstarvingar 1678, då ätten utgick på svärdssidan. Han var gift med friherrinnan Sparre, en dotter till riksrådet Johan Eriksson Sparre, och fick två döttrar som gifte sig med friherrarna Cronstierna och Mörner af Tuna. Brorsdöttrarna Märta och Anna blev båda gifta. Märta Berendes var först hovfröken hos drottning Kristina och blev slutligen hovmästarinna. Han gifte sig först med en friherre Sparre och sedan med friherre Gustaf Knutsson Posse. Hennes syster Anna Berendes var gift med Gustaf Jespersson Cruus af Edeby, och slöt ätten på spinnsidan 1725.